# Перелік чорноморських інцидентів за участі Росії та України
Перелік чорноморських інцидентів за участі Росії та України з моменту анексії Криму Російською Федерацією, що є частиною російської збройної агресії проти України.

## 2000
- Обстріл росіянами цивільного судна «Верещагино»[1].

## 2015
3 червня 2015 року український фрегат «Гетьман Сагайдачний» виявив сторожовий корабель Чорноморського флоту РФ «Ладний», який намагався провести розвідку біля територіальних вод України. Ба більше, військове судно було на шляху цивільних суден, що посилали сигнали цивільній навігації. Сили військово-морського флоту України, а також гвинтокрил Мі-14 виведені в море. Сторожовий корабель «Ладний» був змушений відмовитись від своїх планів і відплив назад.

## 2017
27 січня 2017 року українське водолазне морське судно «Почаїв» потрапило під обстріл зі снайперського вогневого майданчика з бурової платформи «Таврида», що була в підпорядкуванні компанії «Чорноморнафтогазу» (захоплена російськими військами у 2014 році).
1 лютого 2017 року транспортний літак ВМС України Ан-26 під час прольоту над Одеським газовим родовищем у Чорному морі потрапив під обстріл зі стрілецької зброї російських військових, що знаходилися на буровій установці. За даними українських військових, літак перебував на навчальному польоті і потрапив під обстріли малого калібру.

## 2018
21 вересня 2018 року російський винищувач Су-27 із Криму створив передумови для надзвичайної ситуації в повітрі, наблизившись на небезпечну відстань до військово-транспортного літака Ан-26 Військово-морських сил України, який виконував планове завдання над Чорним морем.
25 вересня 2018 року під час українських стратегічних командно-штабних навчань «Козацька воля — 2018» російський винищувач Су-27 небезпечно пролітав над українськими військовими кораблями.

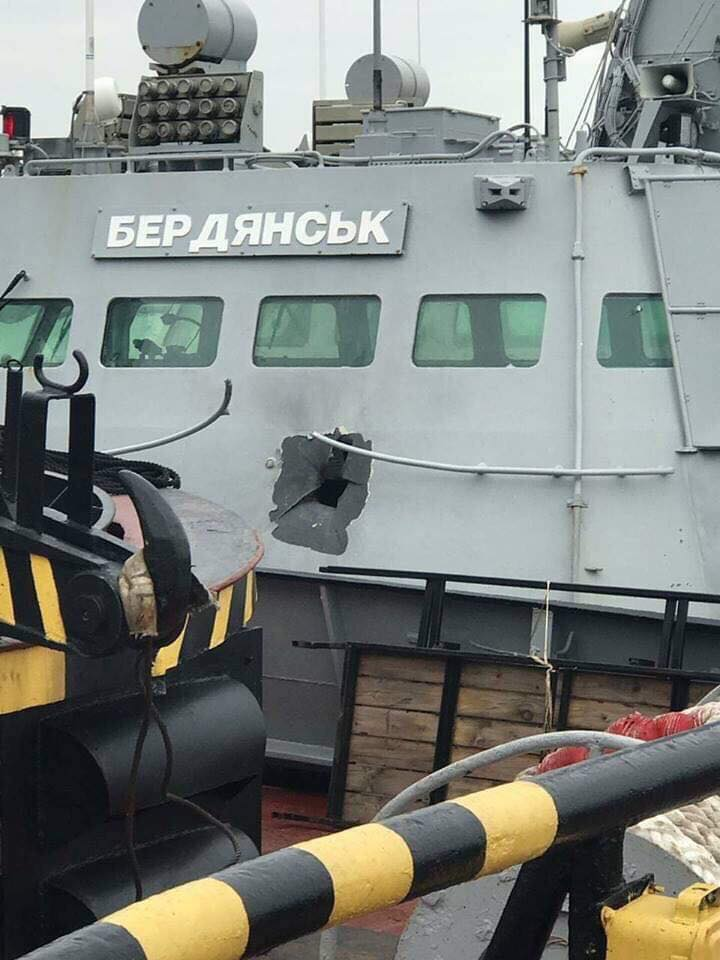
Захоплений артилерійський катер «Бердянськ» з отвором у стерновій рубці

25 листопада 2018 року три судна військово-морського флоту України, які намагалися передислокуватися з причорноморського порту Одеса в порт Азовського моря в Бердянську, були пошкоджені та захоплені службою безпеки ФСБ Росії під час інциденту в Керченській протоці.

## 2019
Влітку 2019 року Росія заблокувала велику територію, попередньо не подав такі запити, тим самим перериваючи судноплавство та майже блокуючи міжнародні перевезення до Грузії, Болгарії, Румунії та України. 24 липня Росія перекрила 120 тисяч квадратних кілометрів — майже 25 відсотків усієї поверхні Чорного моря.
10 липня 2019 року, незважаючи на прибережне сповіщення про закриття території для проведення міжнародних навчань «Sea Breeze 2019», протичовновий корабель «Смєтливий» Чорноморського флоту Росії, зайшов близько 8:00 10 липня 2019 року на територію, що була закрита для навігації і де практичну морську артилерійську стрільбу проводила військово-морська група міжнародної коаліції, чим спровокував небезпечну ситуацію.
У серпні 2019 року малий розвідувальний корабель ВМС України «Переяслав» під час відбуття до Грузії для участі у навчанні «Agile Spirit 2019» та, перебуваючи у нейтральних водах, екіпаж отримав попередження від корабля російського військово-морського флоту. Росіяни попередили, що українцям потрібно змінити курс, бо територія нібито заблокована. Міжнародні координатори не підтвердили цього факту, тому капітан «Переяслава» вирішив йти в початковому курсі. Незабаром після цього біля українського корабля був помічений великий російський корвет «Касимов», проєкту 1124М. Агресивна поведінка російського корвета припинилася лише тоді, коли турецький розвідувальний літак наблизився до «Переяслава». Цю провокацію зняла українська команда військових журналістів у складі української делегації, яка брала участь в «Agile Spirit 2019».
14 листопада 2019 року під час Третьої міжнародної конференції з морської безпеки в Одесі командувач ВМС України адмірал Ігор Воронченко заявив, що спостерігався російський Ту-22М3, який імітував запуск ракетного удару по місту. Воронченко додав, що російські бомбардувальники зробив кілька подібних спроб під час навчань 10 липня, здійснивши віртуальний авіаудар за 60 кілометрів від Одеси.

## 2020
Перед початком проведення міжнародних навчань «Сі Бриз-2020», Росія оголосила «раптову перевірку боєготовності військ» та проведення своїх військово-морських навчань. Російські «ділянки навчань» майже впритул проходили, а в декількох місцях перетиналися із морськими зонами практичних стрільб кораблів-учасників «Сі Бризу-2020».